# MTU 4000
Die 4000er-Serie von MTU ist eine Reihe von Viertakt-Industriemotoren mit Nennleistungen zwischen 0,75 und 4,3 MW. Konstruktiv sind es Dieselmotoren und weltweit die ersten in Serie hergestellten Motoren mit Common-Rail-Einspritzung. Zur 4000er-Baureihe gehören auch Gasmotoren, sie sind von den Dieselmotoren abweichend mit einem Fremdzündungssystem ausgestattet und daher trotz konstruktiver Ähnlichkeiten Ottomotoren.
Vorgestellt wurde die Baureihe 4000 auf der SMM im Oktober 1996. Hergestellt wurden innerhalb von 20 Jahren mehr als 37.000 Motoren dieses Typs. Die Baureihe ist eine Gemeinschaftsentwicklung von MTU Friedrichshafen und Detroit Diesel; die Entwicklung begann 1992.

## Typenübersicht
Die einzelnen Motoren sind nach folgendem Schema benannt: Zylinderanzahl, Motorbauart, Motorbaureihe, Anwendungsbereich, zweistellige Zahl Anwendungssegment / Konstruktionsstand, Kennbuchstabe für Leistungssteigerung/reduktion. Möglich ist so z. B. 16V 4000 R41L.
Die Anwendungsbereiche gliedern sich wie folgt:
- R: Motoren für Schienenfahrzeuge (Diesel)
- M: Motoren für Boote und Schiffe (Diesel)
- L: Gasmotoren (Otto)
- G: Generatormotor (Diesel)

## Konstruktion

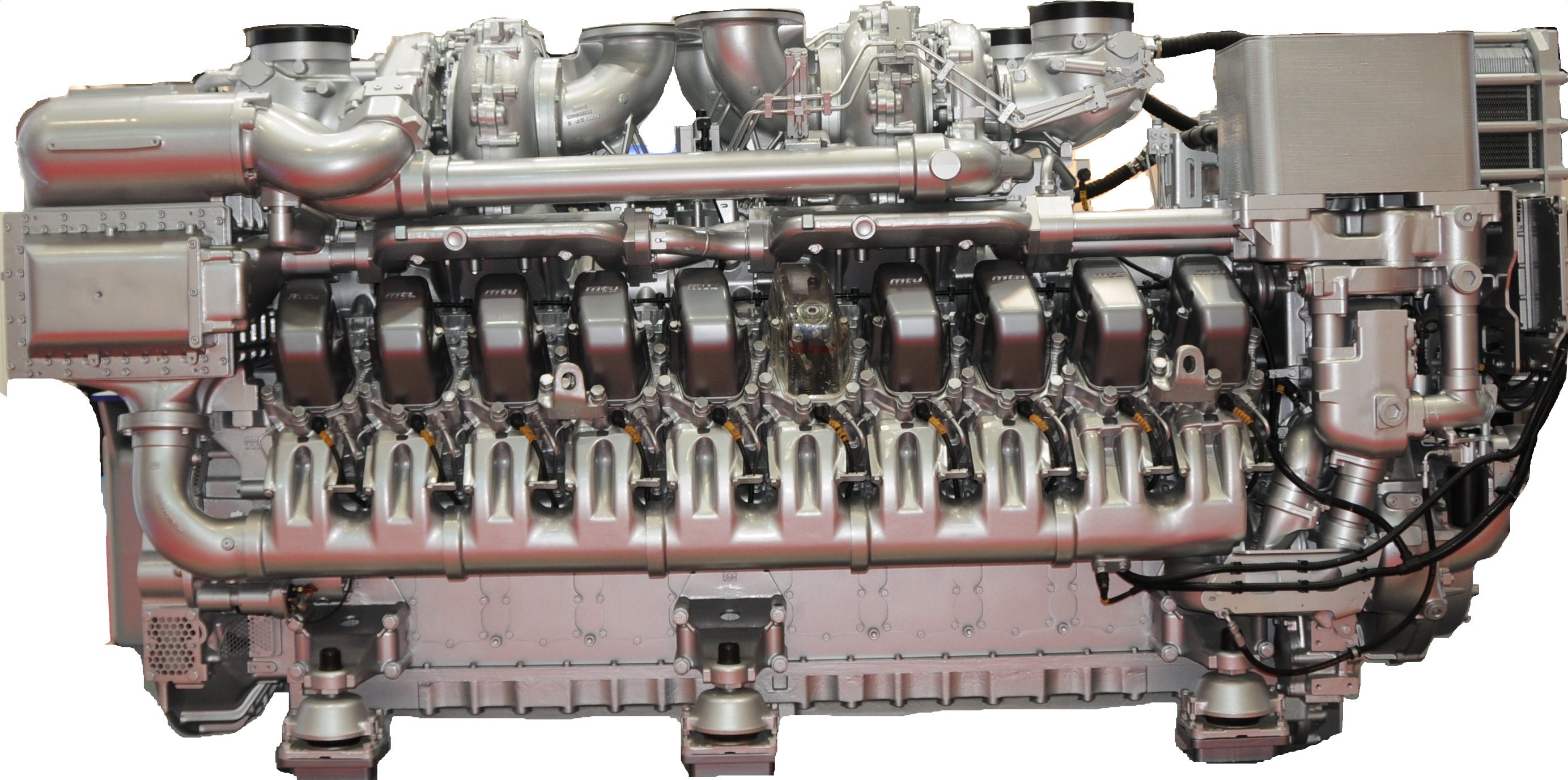
Ausstellungsmodell MTU 20V 4000

Alle Motoren sind 90°-V-Motoren mit entweder 8, 12, 16 oder 20 Zylindern; die Zylinderbohrung beträgt 170 mm, der Kolbenhub je nach Zylinderzahl und Anwendung 190 mm oder 210 mm. Auf die Hauptkraftabnahme (Schwungrad) gesehen ist die Kurbelwelle linksdrehend. Die Kraftstoffeinspritzung erfolgt mit einer elektronisch gesteuerten Common-Rail-Einspritzung.
Je Zylinderbank haben die Motoren einen Luftfilter, der unmittelbar über ein um 90° gekrümmtes Rohr mit dem Verdichter des Turboladers verbunden ist. Die beiden Turbolader liegen zwischen den Zylinderbänken. Der von der kraftabgebenden Seite gesehen rechte Turbolader wird mit elektronisch gesteuerten hydraulischen Klappen je nach Bedarf zu- und abgeschaltet. Die verdichtete Ansaugluft wird unten aus dem Verdichter hinausgedrückt und über ein Rohr in Motorlängsrichtung zum wassergekühlten Ladeluftkühler auf der Kraftabgabeseite des Motors geleitet. Von dort wird die gekühlte Ansaugluft nach unten geleitet, um dann über ein 90°-Stück in Richtung Steuerseite (Vorderseite) des Motors in die Ansaugbrücken zu gelangen, die sich unterhalb der Zylinderbänke außerhalb des V befinden. Die Abgaskrümmer sind auf der Innenseite des V und führen die Abgase in die Turbinen der Turbolader, von wo aus sie nach oben hin in den Auspuff gelangen.
Bei Schiffsmotoren sind auf der Vorderseite des Motors als Plattenwärmetauscher ausgeführte Wasserkühler und Ölkühler angebaut, daneben Kühlmittelpumpe, umschaltbarer Doppelkraftstofffilter und entweder eine oder zwei Ölzentrifugen; zwei Ölzentrifugen setzen einen automatischen Ölfilter voraus, der auf Wunsch lieferbar ist. Unter dem Ölfilter ist die Hochdruckpumpe für das Common-Rail-System eingebaut.
Der Motor hat austauschbare Zylinderbuchse und Einzelzylinderköpfe mit je einer eigenen Zylinderkopfhaube. Die je Zylinder zwei Ein- und zwei Auslassventile werden von einer untenliegenden Nockenwelle über Stößel, Stoßstangen und Kipphebel gesteuert.
Angelassen werden können die Motoren über Anlasser und Zahnkranz am Schwungrad, die Anlasser können elektrisch mit 24 Volt oder mit Druckluft betrieben werden.

## Technische Daten
Alle Daten beziehen sich auf einen Luftdruck von 1 bar, 25 °C Lufttemperatur, 25 °C Fremdwassereintrittstemperatur und eine Höhe von 100 m über NN.

### MTU 4000 M-Motoren
| Kenngrößen       | MTU 12V 4000 M73       | MTU 12V 4000 M73L      | MTU 16V 4000 M73       | MTU 16V 4000 M73L      |
| ---------------- | ---------------------- | ---------------------- | ---------------------- | ---------------------- |
| Funktionsprinzip | Diesel                 | Diesel                 | Diesel                 | Diesel                 |
| Bohrung × Hub    | 170 mm × 190 mm        | 170 mm × 190 mm        | 170 mm × 190 mm        | 170 mm × 190 mm        |
| Zylinderanzahl   | 12                     | 12                     | 16                     | 16                     |
| Hubraum          | 51.751 cm3             | 51.751 cm3             | 68.960 cm3             | 68.960 cm3             |
| Nennleistung     | 1,92 MW bei 1970 min−1 | 2,16 MW bei 2050 min−1 | 2,56 MW bei 1970 min−1 | 2,88 MW bei 2050 min−1 |

### MTU 4000 R-Motoren
| Kenngrößen                         | MTU 8V 4000 R43          | MTU 8V 4000 R43L         | MTU 12V 4000 R43         | MTU 12V 4000 R43L        | MTU 16V 4000 R43R         | MTU 16V 4000 R43       | MTU 16V 4000 R43L        | MTU 20V 4000 R43          | MTU 20V 4000 R43L         | MTU 20V 4000 R63R         | MTU 20V 4000 R63          | MTU 20V 4000 R63L      |
| ---------------------------------- | ------------------------ | ------------------------ | ------------------------ | ------------------------ | ------------------------- | ---------------------- | ------------------------ | ------------------------- | ------------------------- | ------------------------- | ------------------------- | ---------------------- |
| Funktionsprinzip                   | Diesel                   | Diesel                   | Diesel                   | Diesel                   | Diesel                    | Diesel                 | Diesel                   | Diesel                    | Diesel                    | Diesel                    | Diesel                    | Diesel                 |
| Bohrung × Hub                      | 170 mm × 210 mm          | 170 mm × 210 mm          | 170 mm × 210 mm          | 170 mm × 210 mm          | 170 mm × 210 mm           | 170 mm × 210 mm        | 170 mm × 210 mm          | 170 mm × 210 mm           | 170 mm × 210 mm           | 170 mm × 210 mm           | 170 mm × 210 mm           | 170 mm × 210 mm        |
| Zylinderanzahl                     | 8                        | 8                        | 12                       | 12                       | 16                        | 16                     | 16                       | 20                        | 20                        | 20                        | 20                        | 20                     |
| Hubraum                            | 38.133 cm3               | 38.133 cm3               | 57.199 cm3               | 57.199 cm3               | 76.265 cm3                | 76.265 cm3             | 76.265 cm3               | 95.333 cm3                | 95.333 cm3                | 95.333 cm3                | 95.333 cm3                | 95.333 cm3             |
| Nennleistung                       | 1 MW bei 1800 min−1      | 1,2 MW bei 1800 min−1    | 1,5 MW bei 1800 min−1    | 1,8 MW bei 1800 min−1    | 2 MW bei 1800 min−1       | 2,2 MW bei 1800 min−1  | 2,4 MW bei 1800 min−1    | 2,7 MW bei 1800 min−1     | 3 MW bei 1800 min−1       | 2,7 MW bei 1800 min−1     | 3 MW bei 1800 min−1       | 3,3 MW bei 1800 min−1  |
| Maximales Drehmoment               | 5,46 kN·m bei 1750 min−1 | 6,55 kN·m bei 1750 min−1 | 8,19 kN·m bei 1750 min−1 | 9,82 kN·m bei 1750 min−1 | 10,91 kN·m bei 1750 min−1 | 12 kN·m bei 1750 min−1 | 13,1 kN·m bei 1750 min−1 | 14,73 kN·m bei 1750 min−1 | 16,37 kN·m bei 1750 min−1 | 14,73 kN·m bei 1750 min−1 | 16,37 kN·m bei 1750 min−1 | 18 kN·m bei 1750 min−1 |
| Niedrigster Kraftstoffverbrauch    | 194 g/kWh                | 194 g/kWh                | 192 g/kWh                | 190 g/kWh                | 196 g/kWh                 | 196 g/kWh              | 196 g/kWh                | 194 g/kWh                 | 194 g/kWh                 | 194 g/kWh                 | 197 g/kWh                 | 195 g/kWh              |
| Kraftstoffverbrauch bei 1800 min−1 | 206 g/kWh                | 206 g/kWh                | 205 g/kWh                | 210 g/kWh                | 207 g/kWh                 | 206 g/kWh              | 205 g/kWh                | 208 g/kWh                 | 210 g/kWh                 | 204 g/kWh                 | 206 g/kWh                 | 206 g/kWh              |
| Gewicht                            |                          |                          | 7700 kg                  | 7700 kg                  | 9050 kg                   | 9050 kg                | 9050 kg                  |                           |                           |                           |                           |                        |

### MTU 4000 L-Motoren
| Kenngrößen       | MTU 12V 4000 L63       | MTU 16V 4000 L63       |
| ---------------- | ---------------------- | ---------------------- |
| Funktionsprinzip | Erdgas                 | Erdgas                 |
| Bohrung × Hub    | 170 mm × 210 mm        | 170 mm × 210 mm        |
| Zylinderanzahl   | 12                     | 16                     |
| Hubraum          | 57.199 cm3             | 76.265 cm3             |
| Nennleistung     | 1,32 MW bei 1500 min−1 | 1,76 MW bei 1500 min−1 |